# Fells Connector Parkways
Als Fells Connector Parkways wird eine Gruppe von historischen Parkways in der Metropolregion Greater Boston im Bundesstaat Massachusetts der Vereinigten Staaten bezeichnet. Im Einzelnen handelt es sich dabei um Teilstücke der Straßen The Fellsway, Fellsway East und Fellsway West in den beiden Städten Malden und Medford. Der Name Fells Connector Parkways bezieht sich auf die Tatsache, dass die dazugehörigen Straßen die Schutzgebiete Mystic River Reservation und Middlesex Fells Reservation miteinander verbinden. Bereits 1895 von Charles Eliot und den Olmsted Brothers angelegt, wurden sie im Jahr 2003 in das National Register of Historic Places aufgenommen. Das Straßensystem wird vom Department of Conservation and Recreation (DCR) verwaltet und ist Teil des Metropolitan Park System of Greater Boston.